# أمة الرحمن بن أحمد العبسي
أمة الرحمن بنت أحمد بن عبد الرحمن العبسي ( - 440 هـ) من علماء الأندلس، راوية للحديث من ربات الزهد والعبادة، سمع منها محمد بن خزرج، وابن أخيها محمد بن عبدالملك العبسي بعض ما روته عن أبيها، وتوفيت ولها ثمانون عاما.